# Urft
L'Urft est une rivière d'Allemagne dans la région Rhénanie-du-Nord-Westphalie, et un affluent de la Rour, donc un sous-affluent de la Meuse. 

## Géographie
La longueur de son cours d'eau est de 46,4 kilomètres. La rivière est au cœur du parc national de l'Eifel.